# Милан Бјелица (музички продуцент)
Милан Бјелица је српски музички продуцент.

## Музичка каријера
Бјелица је своју продуцентску каријеру започео у Студију Крокодил у Панчеву, у сарадњи са дугогодишњим пријатељима Петром и Вуком Стевановићем, који су оснивачи студија и главни чланови бенда Љубичице. 2014. године је продуцирао први албум Љубичица, Љубичице&Цо, а 2015. године почиње сарадњу са панчевачким бендом Буч Кесиди, када им као продуцент помаже да напишу и сниме своје прво ЕП издање Шпанска серија, а затим и деби албум Посесивно-оспулсивни хоспул. У овом периоду је продуцирао и албум Године у ветру (или Не брини душо, Ежен је у реду) групе Јесењи оркестар.
Након промена у саставу бенда и резултујућих стилских промена које су великим делом осмишљене у сарадњи са Бјелицом, други албум Буч Кесидија из 2019. под називом Еуфорија донео је велики успех бенду, а са тиме и веће препознавање Бјелице као водећег домаћег поп-рок продуцента. У периоду од 2019. Бјелица је био продуцент албума Празан простор међу нама који може и да не постоји групе Репетитор и деби албума Иве Лоренс и радио је као продуцент панчевачких аутора Ивица и Егрет. Био је продуцент на песми Нити коју су отпевали Милан Бујаковић и Оливера Поповић и која је учестевовала на Беовизији 2020. као и на песмама Желим, Соло и Зорја певачице Зорје, од којих је Зорја завршила на трећем месту на Песми за Евровизију 2022.
Пре продуцентске каријере, 2009-2010. је радио у студију Дигимедија као тонски сниматељ на албумима група Јарболи и Нежни Далибор и 2010-2011. у Високој школи електротехнике и рачунарства као асистент на смеру Аудио и видео технологије. Музиком се бавио као члан панчевачких бендова Ендорфин и Дрво свјетлости, у којима је свирао гитару и учествовао у писању песама.